# DREAMAKER
『DREAMAKER』（ドリームメイカー）は、ONE☆DRAFTの2枚目のフルアルバムである。2009年6月24日発売。発売元はソニー・ミュージックアソシエイテッドレコーズ。

## 概要
- 初回生産限定盤はDVD付き2枚組。DVD収録の青春の雨 short movieはPV同様行定勲が手がけている。

## 収録曲

### CD
1. STAND UP!（4'23"）
  - 曲タイトルに「!」をつけるかつけないかで5時間くらい悩んだという。
2. アイヲクダサイ（4'22"）
3. 情熱（3'05"）
4. 誓い（4'16"）
5. Pleasure feat.Macheri（4'43"）
6. もういいかい（4'27"）
7. 愛しくて（4'28"）
  - RYOのソロ曲。自身の息子へ向けたナンバー。
8. 青春の雨（なみだ）（4'49"）
9. 散歩道（3'40"）
10. 雨（5'10"）
  - LANCEが小さい頃、祖母と一緒に行った雨の日の京都が印象に残っていて、その亡くなった祖母を想って作られた曲。
11. 二人(そら)（5'11"）
12. 楽屋☆か～ら～の -skit-（1'04"）
  - メンバー3人のこのアルバムについてのおしゃべり。BGMには「大航海」の歌唱なし版が使われている。
13. アンコール（3'24"）
  - 今までに発表された曲のタイトルや歌詞が曲中に使われている。

### DVD
1. 青春の雨（なみだ） original ver.
2. アイヲクダサイ
3. 情熱
4. 青春の雨（なみだ） short movie
5. 情熱 P.V.撮影メイキング